# Claude-Louis Navier

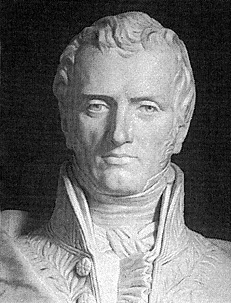
Buste van Claude-Louis Navier

Claude-Louis Navier (Dijon, 10 februari 1785 – Parijs, 21 augustus 1836) was een Franse natuurkundige.
Navier was vooral werkzaam op het gebied van de vloeistofdynamica. De Navier-Stokes-vergelijkingen zijn naar hem en George Stokes genoemd. Hij is een van de 72 Fransen wier namen in reliëf op de Eiffeltoren zijn aangebracht.